# Districts de Göteborg
La ville de Göteborg (Göteborgs Stad) est découpée en 21 districts (stadsdel). Dans chaque district est dirigé par un comité responsable de l'action sociale en faveur de l'enfance, de l'enseignement (jusqu'au collège), de l'aide aux personnes âgées, des services sociaux à domicile, des centres de soins dispensaires.

## Liste des districts de Göteborg
| - Askim - Backa - Bergsjön - Biskopsgården - Centrum - Frölunda - Gunnared - Härlanda - Högsbo - Kortedala - Kärra-Rödbo | - Linnéstaden - Lundby - Lärjedalen - Majorna - Styrsö - Torslanda - Tuve-Säve - Tynnered - Älvsborg - Örgryte |